# 比得哥什部

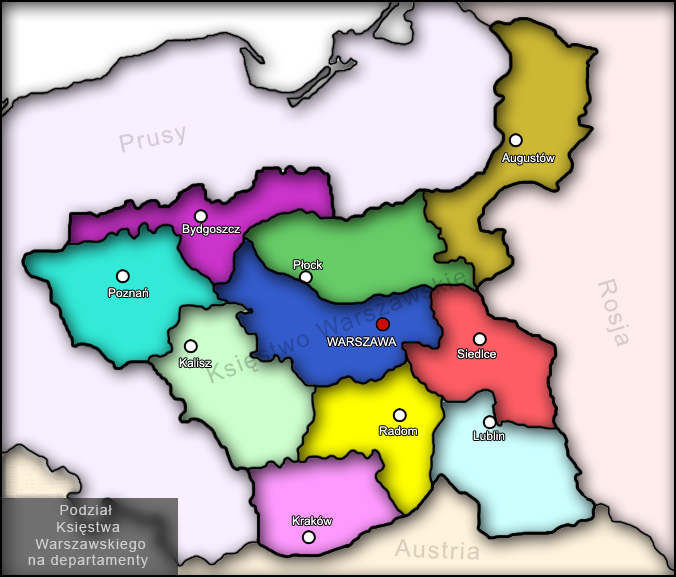
華沙公國行政區劃，1810年至1815年。 比得哥什部是西北方紫色的部分。

比得哥什部（波蘭文：Departament Bydgoski）是波蘭華沙公國於1806年－1815年間對當地的一個行政管理劃分。該處的首府為比得哥什，下轄10個縣（波蘭對二級行政區的稱法）。